# Chambonas
Chambonas – miejscowość i gmina we Francji, w regionie Owernia-Rodan-Alpy, w departamencie Ardèche.
Według danych na rok 1990 gminę zamieszkiwały 552 osoby, a gęstość zaludnienia wynosiła 46 osób/km² (wśród 2880 gmin regionu Rodan-Alpy Chambonas plasuje się na 1098. miejscu pod względem liczby ludności, natomiast pod względem powierzchni na miejscu 979.).

## Galeria

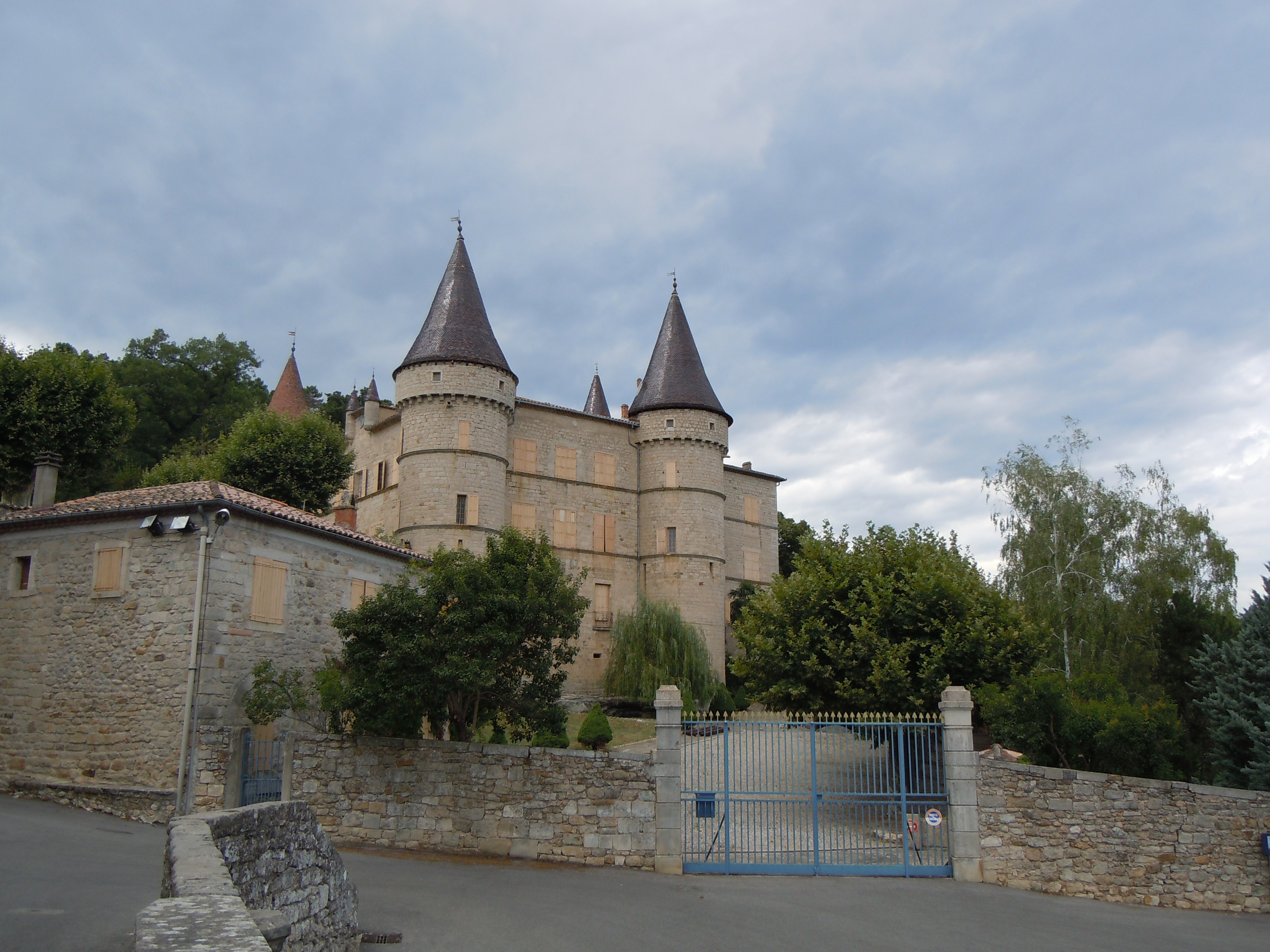
Zamek Chambonas (2011)
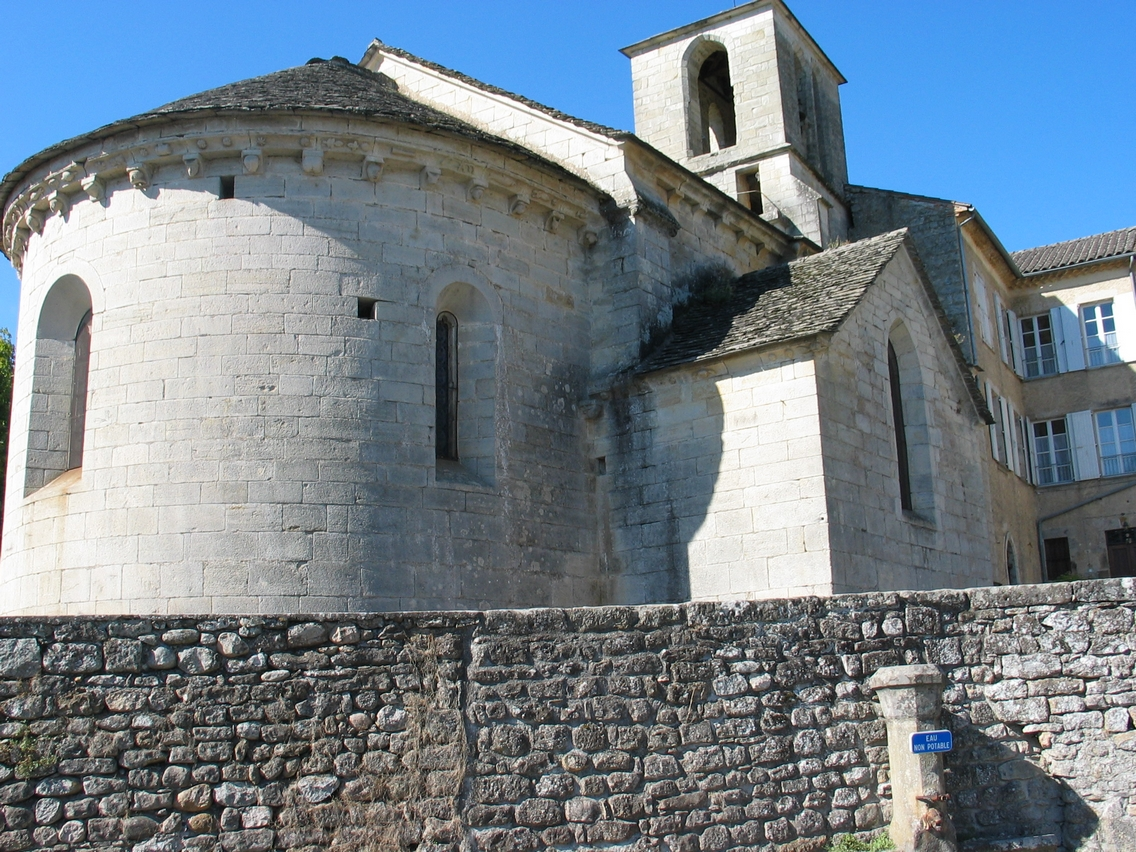
Kościół św. Marcina (2007)
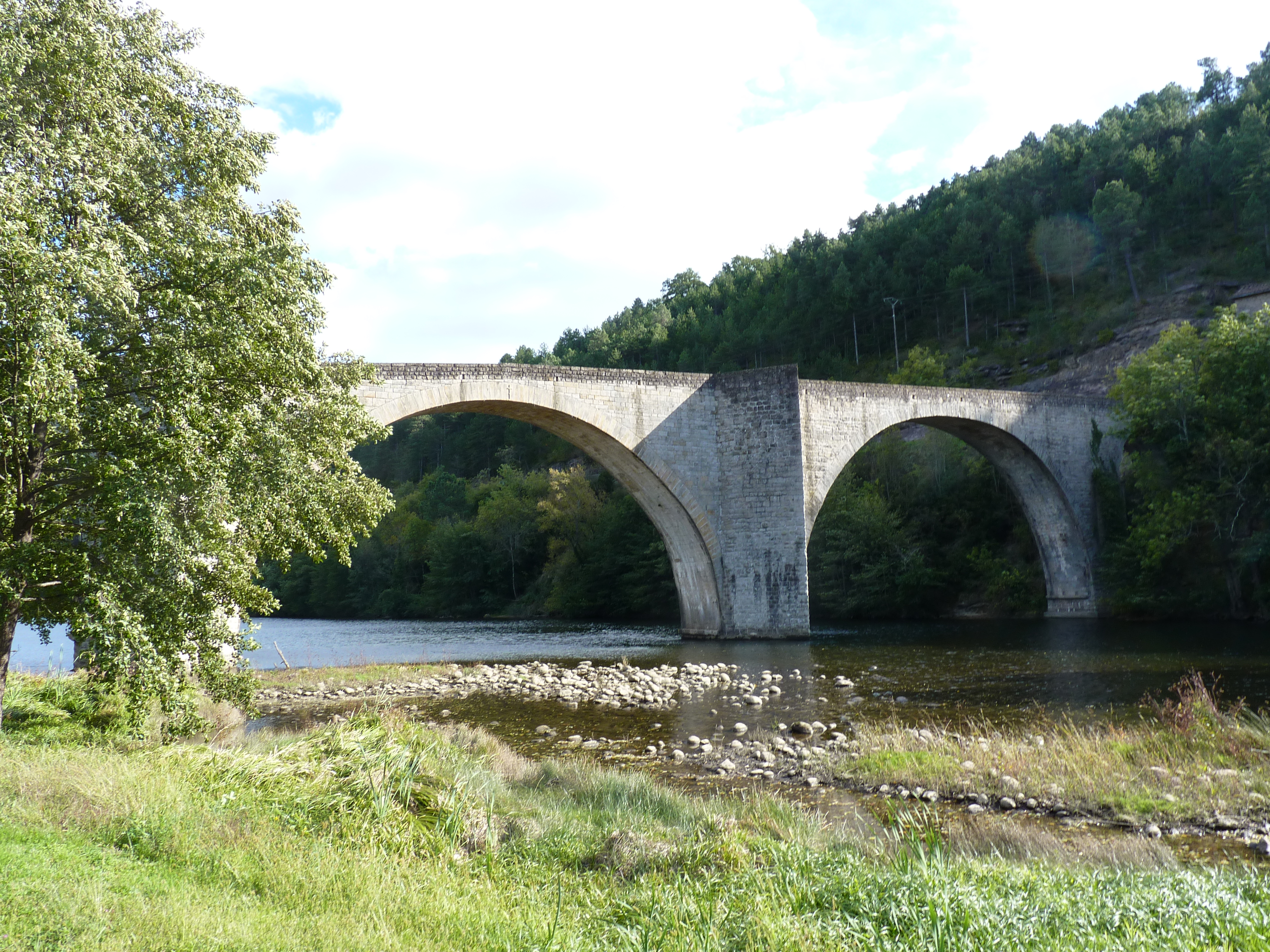
Most z XIII w. na rzece Chassezac (2010)